# Aubvillers
Aubvillers település Franciaországban, Somme megyében. Lakosainak száma 167 fő (2022. január 1.). Aubvillers Braches, Grivesnes, Malpart, Sauvillers-Mongival és Trois-Rivières községekkel határos.

## Népesség
A település népességének változása:
| Lakosok száma | 142  | 140  | 142  | 148  | 153  | 159  | 162  | 167  |
|               | 2013 | 2015 | 2017 | 2018 | 2019 | 2020 | 2021 | 2022 |